# Мирко Павлековић
Мирко Павлековић (Дрвар, 1929 — Загреб, 2007) био је председник Скупштине града Загреба у периоду од 1951. до 1952. године. На овој позицији заменио је Миливоја Рукавину, а њега је наследио Већеслав Хољевац, један од најпознатијих загребачких градоначелника.